# 1983 ve fotografii

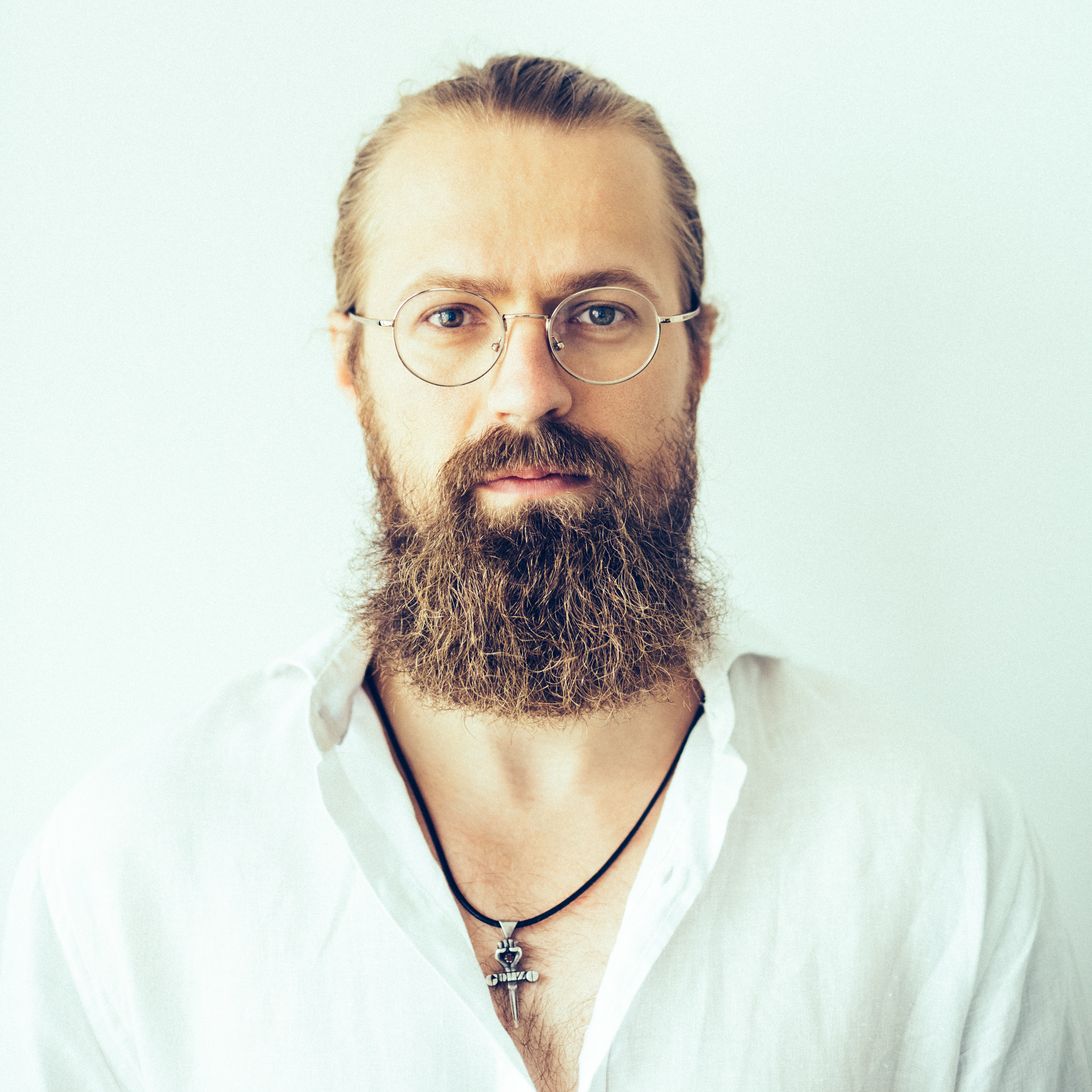
V tomto roce se narodil Maksym Dondjuk

Tento článek obsahuje významné fotografické události v roce 1983.

## Události
- CCD se používají v astronomických dalekohledech, začíná jejich průlom do astronomie.
- V Dánsku bylo založeno Danmarks Fotomuseum
- V Japonsku bylo otevřeno Muzeum fotografie Kena Domona, první muzeum věnované fotografii

Fotografické festivaly a výstavy
- Rencontres d'Arles, červenec–září
- Mois de la Photo, Paříž, listopad

## Ocenění
- World Press Photo – Mustafa Bozdemir
- Prix Niépce – Pascal Dolémieux
- Prix Nadar – François Hers, Récits, ed. Herscher
- Cena Oskara Barnacka – Neil McGahee, (USA)
- Grand Prix national de la photographie  – Robert Doisneau

- Cena Ericha Salomona – Lotte Jacobi a Tim Gidal
- Cena za kulturu Německé fotografické společnosti – Karl Pawek (posmrtně)

- Cena Ansela Adamse – Dewitt Jones
- Cena W. Eugena Smithe – Milton Rogovin
- Zlatá medaile Roberta Capy – James Nachtwey, Time, Liban

- Pulitzer Prize for Spot News Photography – Bill Foley, Associated Press, za sérii snímků obětí a pozůstalých po masakru v Sabře a Šatíle v Bejrútu.
- Pulitzer Prize for Feature Photography – James B. Dickman, Dallas Times Herald, „za fotografie vyprávějící o životě a smrti v El Salvadoru.“

- Cena za fotografii Ihei Kimury – cena nebyla udělena
- Cena Nobua Iny – Goró Nakamura
- Cena Kena Domona – Masatoši Naitó

- Prix Paul-Émile-Borduas – Marcelle Ferron

- Prix international de la Fondation Hasselblad – nebyla udělena
- Prix national de portrait photographique Fernand Dumeunier – Pierre Radisic

## Narození v roce 1983

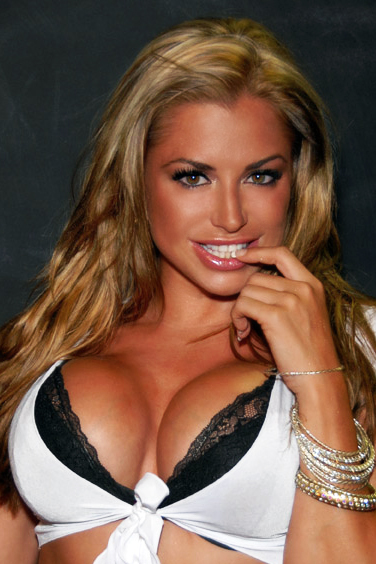
Louise Glover, anglická modelka a fotografka

- 6. února – Eliška Blažková, česká fotografka, věnující se převážně dokumentu
- 8. února – Louise Glover, anglická modelka a fotografka
- 19. května – Danish Siddiqui, indický fotoreportér († 16. července 2021[1][2][3])
- 10. července – Boniface Mwangi, keňský fotožurnalista, politik a aktivista
- 15. července – Maksym Dondjuk, ukrajinský dokumentární fotograf a vizuální umělec
- 3. srpna – Sarah Avni, slovenská výtvarnice působící v roce 2020 v Praze, kromě malby se věnuje i umělecké fotografii a interiérovému designu
- 26. listopadu – Uljana Neševa ukrajinská malířka a tatérka známá zejména tetováním s dlouhými větvičkami a květinovým stylem, zajímá se o filmovou fotografii a konceptuální fotografické série
- ? – Ashley Walters, jihoafrický umělec, který pracuje s fotografií a filmem
- ? – Ceren Karaçayır, turecká fotografka
- ? – Jérémy Lempin, francouzský válečný fotograf a nezávislý dokumentární fotograf
- ? – Joshua Wolfe, kanadský fotograf

## Úmrtí v roce 1983
- 14. ledna – Oldřich Straka, fotograf (* 29. prosince 1906)
- 28. ledna – Alix Cléo Roubaudová, kanadská fotografka a spisovatelka působící ve Francii (* 19. ledna 1952)
- 13. února – Pavol Poljak, slovenský fotograf a publicista (* 16. prosince 1911)
- 22. února – Germaine Van Parys, belgická fotografka a první fotožurnalistka v zemi (* 18. dubna 1893)
- 5. března – Wacław Żdżarski, polský novinář, historik, fotograf a filmový kritik, fotografoval Varšavské povstání 1944 (* 10. září 1913)
- 30. března – Lisette Modelová, americká fotografka (* 10. listopadu 1901)
- 4. května – Šúdži Terajama (Shūji Terayama), japonský básník, spisovatel, dramatik, fotograf, scenárista a režisér (* 10. prosince 1935)
- 11. května – Heinz Hajek-Halke, německý fotograf, ilustrátor a grafický designér (* 1. prosince 1898)
- 29. května – Marie Rossmanová, česká fotografka a herečka, studovala výtvarnou školu Bauhaus (* 9. prosince 1909)
- 2. června – Šigeo Gočó, japonský fotograf (* 2. listopadu 1946)
- 21. července – Kjell Lynau, norský redaktor a fotograf (* 22. března 1922)
- 23. července – Nadžíb Albina, vedoucí fotograf Palestinského archeologického muzea (* 2. ledna 1901)
- 14. srpna – Arthur Mole, americký fotograf, skládal tisíce lidí do obrazců (* 7. ledna 1889)
- 2. září – Charlotte Rudolph, německá fotografka (* 11. června 1896)
- 5. října – Václav Jan Staněk, zoolog, mykolog, botanik, fotograf a filmař (* 16. července 1907)
- 21. října – George Caddy, australský tanečník a fotograf (* 18. února 1914)
- 29. listopadu – Aage Remfeldt, dánský fotograf a olympionik (* 4. září 1889)
- 20. prosince – Bill Brandt, britský novinářský fotograf (* 3. dubna 1904)
- 21. prosince – David Conover, americký fotograf, objevitel Marilyn Monroe (* 26. června 1919)
- 27. prosince – Taras Kuščynskyj, český fotograf (* 25. května 1932)
- ? – Sergej Alexandrovič Morozov, ruský umělecký kritik, historik a teoretik fotografie, novinář, redaktor, fotograf, autor knih, včetně Kreativní fotografie (* 1905)